# Otto Pfülf

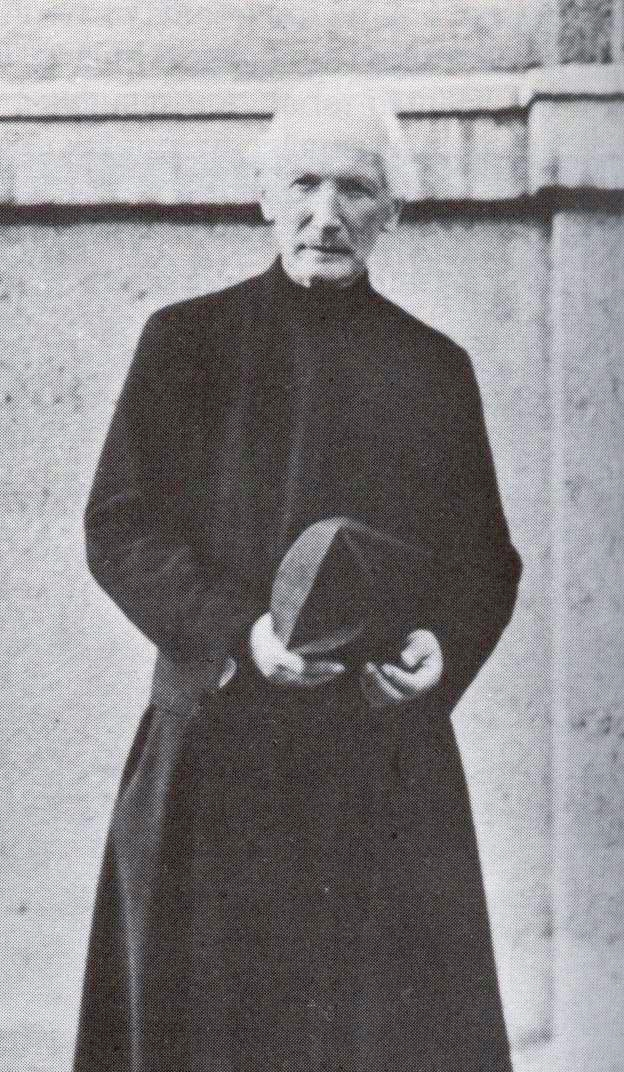
Pater Otto Pfülf S.J.

Otto Pfülf  S.J. (* 28. Januar 1856 in Speyer, Pfalz; † 21. Mai 1946 in Pullach) war ein katholischer Priester aus der Diözese Speyer, Jesuit, Spiritual am Collegium Germanicum in Rom sowie bekannter Autor großangelegter Biografien. 

## Leben

### Herkunft und frühes Wirken
Otto Pfülf wurde als eines von zwölf Kindern des Speyerer Apothekers Karl August Pfülf in der „Sonnenapotheke“ geboren. Sein jüngster Bruder war Theodor Pfülf, später pfälzischer Regierungspräsident. Otto wollte Priester werden und trat 1875 in den wegen des Kulturkampfs gerade aus Deutschland verbannten Jesuitenorden ein. Sein Noviziat absolvierte er in Exaten bei Roermond. Mit ihm in Holland befanden sich noch zwei weitere Speyerer Jesuitennovizen, nämlich Franz Borscht, der Bruder des späteren Münchner Oberbürgermeisters Wilhelm Ritter von Borscht, und Jakob Rebmann, den es in die Indianermission in die USA zog. Zum Weiterstudium ging Pfülf nach England und erhielt zusammen mit seinem Freund Rebmann am 31. August 1884 die Priesterweihe in Ditton Hall bei Liverpool. Dort blieb er zunächst als Studienprofessor für Kirchengeschichte, um dann in Luxemburg und Valkenburg, zwischen 1889 und 1913, sehr engagiert an der deutschsprachigen Jesuitenzeitschrift „Stimmen aus Maria Laach“ mitzuarbeiten. Dort veröffentlichte er im Laufe der Jahre eine Vielzahl von größeren und kleineren Artikeln. Gleichzeitig verfasste Pater Pfülf in dieser Zeit verschiedene, großangelegte, teils mehrbändige Biografien, z. B. über den Mainzer Bischof Wilhelm Emmanuel von Ketteler (3 Bände) oder über Kardinal Johannes von Geissel aus seiner Heimatdiözese Speyer (2 Bände).

### Spiritual
Am 16. Oktober 1913 wurde Otto Pfülf Spiritual am Mainzer Priesterseminar. Dies geschah nur inoffiziell, da den Jesuiten solche Tätigkeiten per Gesetz verboten waren. Offiziell befand sich Pater Pfülf zu „wissenschaftlichen Arbeiten“ in Mainz und „beriet“ in seiner Freizeit auch Seminaristen. Jenen Zustand duldete die Regierung stillschweigend, bis man Pater Pfülf denunzierte und er seine Tätigkeit am Rhein beenden musste. Die ganze Angelegenheit hatte noch ein politisches Nachspiel im Hessischen Landtag, wo die Regierung gerade das „Ordensgesetz“ lockern wollte, nun aber vom Sprecher der freisinnigen Partei – wegen des „Falles Pfülf“ – zu schärferen Maßnahmen gedrängt wurde. Der Ausbruch des  Ersten Weltkrieges ließ zwar die politische Auseinandersetzung verebben, Otto Pfülf musste jedoch am 23. Dezember 1914 Deutschland verlassen. 
1918 berief man den bekannten Pater nach Rom, um in der gleichen Tätigkeit, die man ihm in Mainz vorenthielt, nun überregional am Collegium Germanicum wirken zu können. Dieses Seminar wird von den Jesuiten geführt und steht bis heute Priesterkandidaten aus allen deutschsprachigen Ländern und aus der alten ungarischen Reichshälfte Österreichs offen. Noch zu Pfülfs Zeit trugen die Alumnen als Zeichen ihrer Zugehörigkeit rote Talare und wurden daher im Volksmund auch „die Krebse“ genannt. Grundsätzlich handelt es sich um eine Elite der heimatlichen Seminaristen, die auf Vorschlag ihrer Oberen dorthin entsandt werden. Sie galten und gelten als besonders romtreu und man spricht von der sogenannten „Romanitas“ der Germaniker. Nicht wenige von Pfülfs Schülern gelangten als Prälaten, Theologie-Professoren, Bischöfe und Kardinäle später zu den höchsten Kirchenämtern. Sein Einfluss, den er als Spiritual zwischen 1918 und 1932 auf den zukünftigen hohen Klerus im deutschen Raum ausgeübt hat, ist daher erheblich. 
1932 kehrte Otto Pfülf nach Deutschland zurück und blieb trotz seiner nunmehr 76 Jahre aktiv als Spiritual der Ordensbrüder im Berchmannskolleg zu Pullach.  
Hier verstarb er 1946, hochbetagt, im 91. Lebensjahr. Am 24. Mai 1946 hat man Pater Otto Pfülf S.J. auf dem dortigen Klosterfriedhof bestattet, Requiem und Begräbnis hielt der Hausrektor, Pater Freiherr von  Gumppenberg; selbst aus Rom war eine Abordnung des Germanicums gekommen. Der jüngste Bruder des Verstorbenen, der ehemalige Regierungspräsident Theodor Pfülf, nahm als nunmehr letzter Überlebender der einst 12 Speyerer Apotheker-Geschwister an der Beerdigung teil.

## Schriften

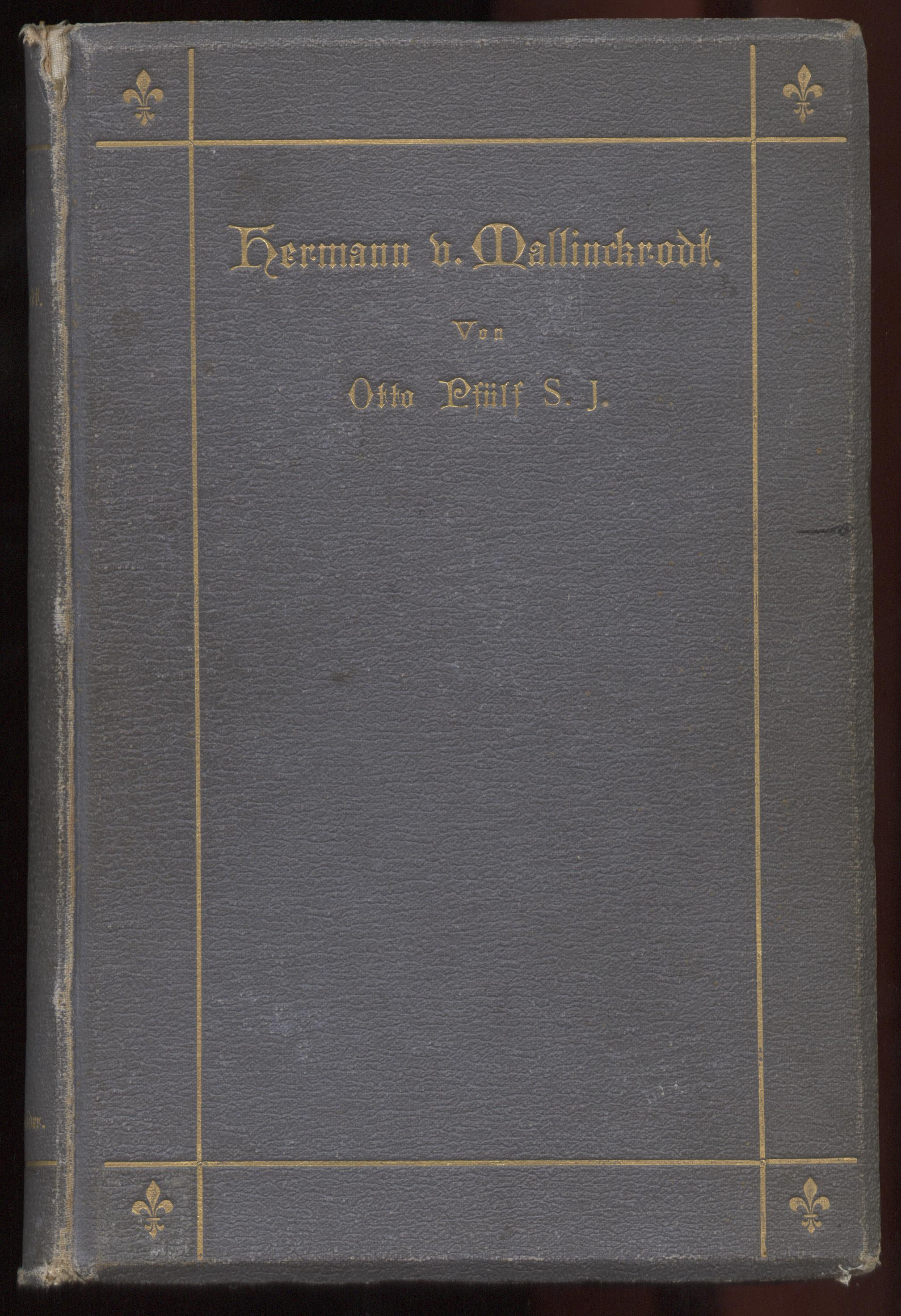
Otto Pfülfs Biografie über Hermann von Mallinckrodt, 638 Seiten stark.

- Erinnerungen an P. Adolf von Doß SJ. Einen Freund der Jugend, 382, Seiten, Herder, Freiburg, 1887 mdz-nbn-resolving.de
- Hermann von Mallinckrodt, 638 Seiten, Herder, Freiburg, 1892 hdl.handle.net
- Kardinal Johannes von Geissel, 2 Bände, 695 und 675 Seiten, Herder, Freiburg, 1895
- Petrus Canisius, 125 Seiten, Benziger Verlag, Einsiedeln, 1897
- Bischof Wilhelm Emmanuel von Ketteler, 3 Bände, 418, 441 und 403 Seiten, Kirchheim Verlag, Mainz, 1899
- Der Wirkliche Geheime Ober-Regierungsrat Josef Linhoff, der letzte Veteran der „Katholischen Abteilung“, 79 Seiten, Herder, Freiburg, 1901
- Sr. Clara Fey, 654 Seiten, Herder, Freiburg, 1907
- Joseph Graf zu Stolberg-Westheim 1804–1859. Seine Verdienste um die katholische Kirche Deutschlands., 193 Seiten, Herder Freiburg, 1913
- Moritz Meschler, 136 Seiten, Herder, Freiburg 1917
- Die Anfänge der deutschen Provinz der neu erstandenen Gesellschaft Jesu und ihr Wirken in der Schweiz 1805–1847, 522 Seiten, Herder, Freiburg, 1922
- Von den Herrlichkeiten der Kirchengeschichte. Otto Pfülf; Gesammelte Aufsätze 1889–1914. Reprint aus „Stimmen aus Maria Laach“. Hrsg. von Rhaban Haacke OSB. 2 Bände 1002 und 788 Seiten, Schmitt Verlag, Siegburg, 1984